# 馬場重久

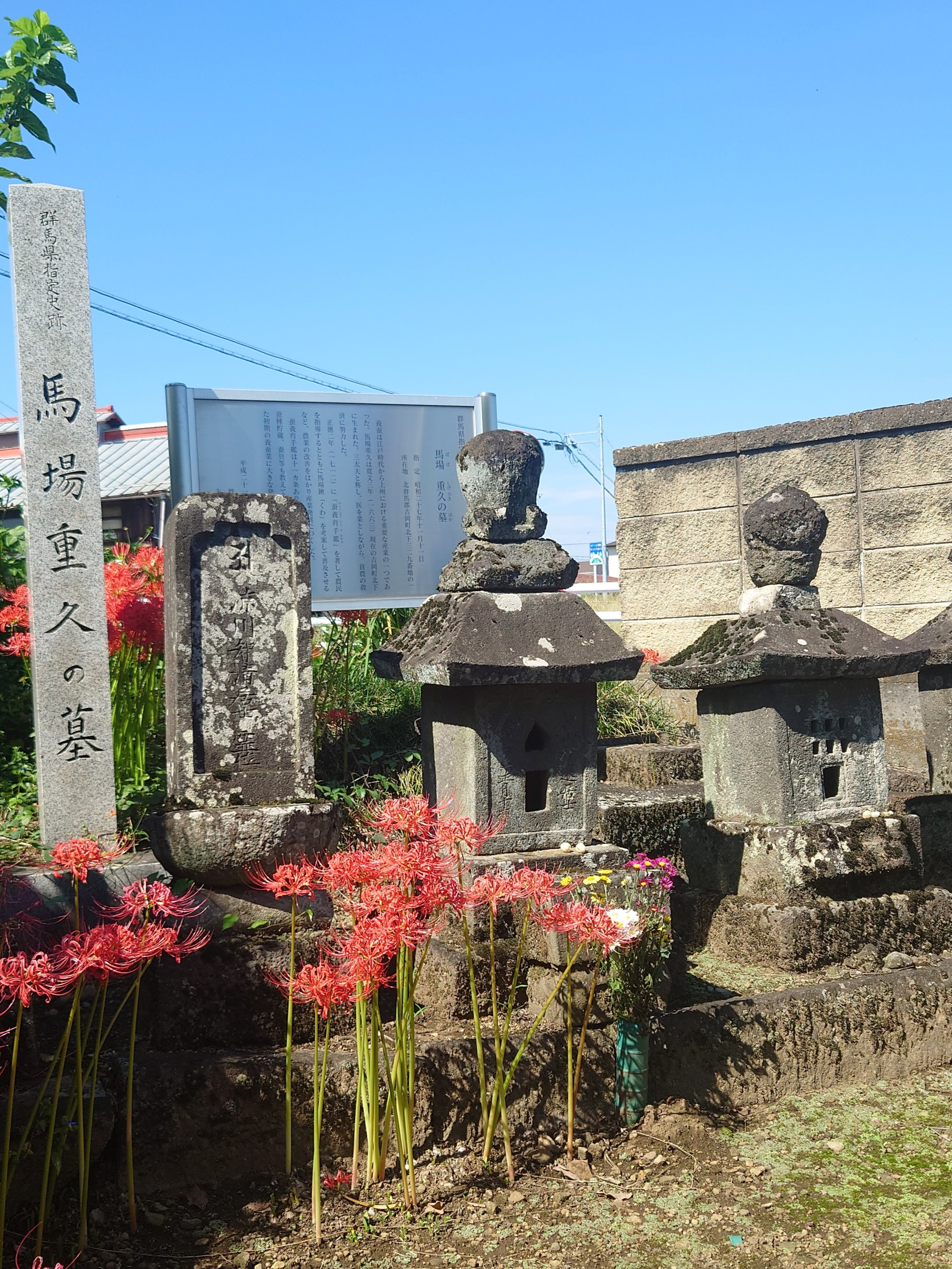
馬場重久の墓（中央）

馬場 重久（ばば しげひさ、寛文3年（1663年）? - 享保20年1月16日（1735年2月8日））は、江戸時代の上野国の医師、篤農家。養蚕書『蚕養育手鑑』を著し、桑の品種「陣場」を見いだした。通称は三太夫。

## 生涯
上野国群馬郡北下村（現・群馬県北群馬郡吉岡町北下）の馬場家は、武田二十四将の馬場信房の孫・馬場信四郎房久が当地に住み着いたことにはじまるという。重久は房久の5世孫で、1645年生まれとも1663年生まれとも伝わる。
元禄年間（1688年 - 1704年）に、字陣場の自身の畑から群馬県で最初となる新種の桑を見いだし、地名から「陣場」と名付けられた。
20歳ごろから養蚕に携わり、妻とともに実地で養蚕の研究を行い、正徳2年（1712年）11月に『蚕養育手鑑』を刊行した。同書では「稚蚕期は寒冷を避け壮蚕期は暑熱を避けよ」と気温管理にも注意を払い、炭火や紙張を用いて気温を管理することを説いている点が特筆され、さらに養蚕による収益化にも言及している。蚕書としては元禄15年（1702年）に弘前藩で頒布された野本道玄『蚕飼養法記』が先行するが、民間で編まれたものとしては『蚕養育手鑑』が国内最古である。
重久は農具の開発にも取り組んでおり、馬場鍬という手鍬を発明している。
享保20年（1735年）1月16日に死去し、戒名は「長山智遠居士」。吉岡町北下の墓所は昭和27年（1952年）11月11日に群馬県指定史跡に、平成23年（2011年）7月14日にぐんま絹遺産に指定されている。